# Salvia aethiopis
Salvia aethiopis es una especie de planta herbácea perteneciente a la familia de las lamiáceas. Es originaria de Eurasia.

## Descripción
Es una hierba robusta, con hojas basales de gran tamaño y algo engrosadas, con el borde inciso-crenado y el limbo ovado y peloso. La inflorescencia es ancha, muy ramosa, no presenta pelos glandulosos y está compuesta por numerosos verticilos de ramificaciones, con un par de anchas brácteas y flores blancas de unos 10-15 mm. 

## Distribución y hábitat
Se distribuye por toda Europa hasta el centro de Asia, donde se encuentra en herbazales nitrófilos y terrenos alterados. 

## Usos
Es una mala hierba de los pastos y pastizales. Es difícil de aceptar por el ganado, perturba las comunidades nativas de flores, y se convierte en una molestia física, por su hábito de convertirse en una abundante maleza. El gorgojo Phrydiuchus tau se usa como un agente de control biológico de plagas en esta planta.

## Propiedades
Se utiliza como planta medicinal como cicatrizante, antihemorroidal, astringente.

## Fitoquímica
Boya y Valderde estudiaron las partes aéreas de Salvia aethiopis. Los extractos de acetona de la raíz contenían un secoabietano al que denominaron etiopinona (4,5-seco-5,10-friedo-abieta-4(18),5,6,8,13-pentaeno-l1,12-diona).

Etiopinona

## Taxonomía

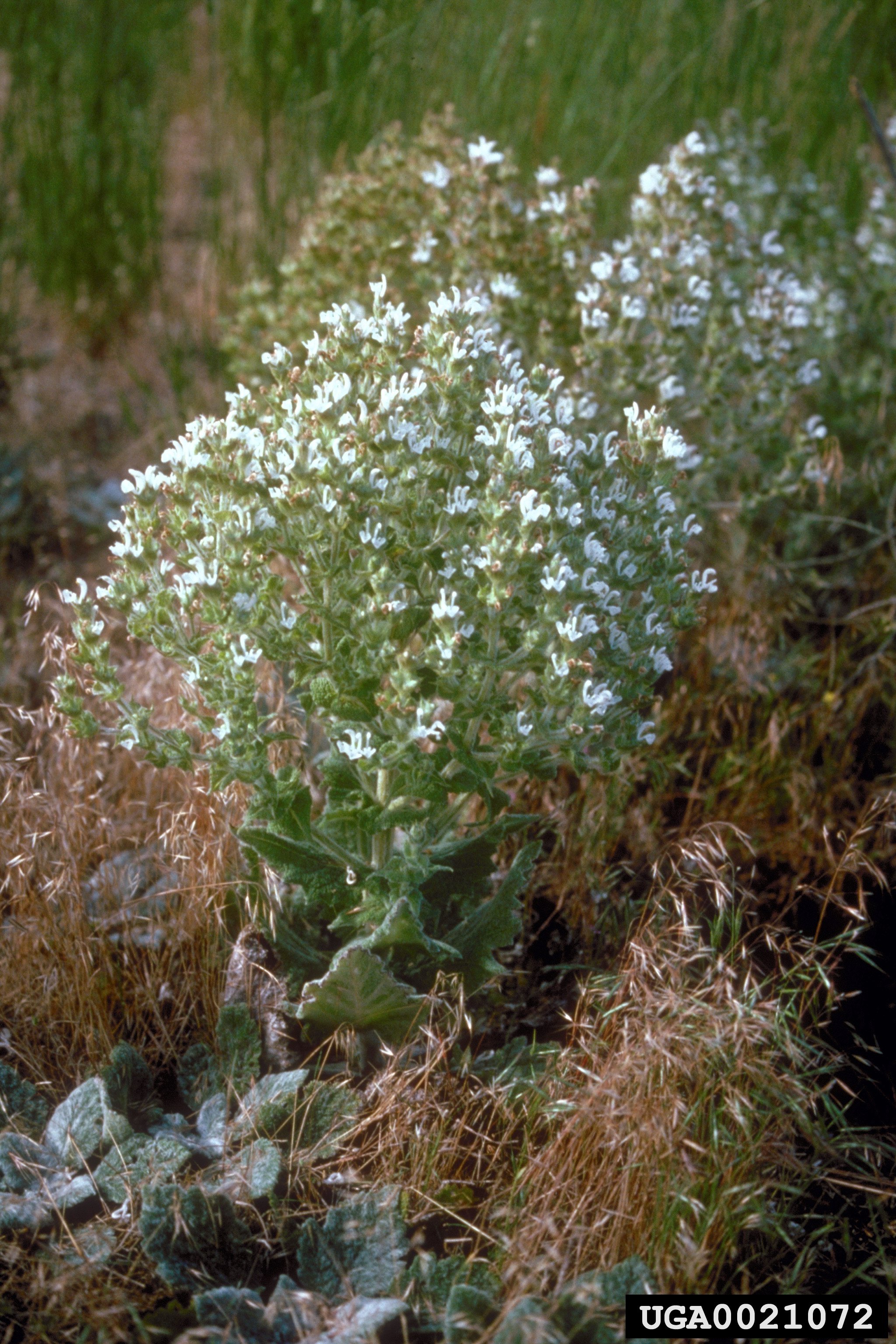
Vista de la planta

Salvia aethiopis fue descrita por  Carlos Linneo y publicado en Species Plantarum 1: 27. 1753.
Etimología
Ver: Salvia
aethiopis: epíteto geográfico que alude a su  localización en África. 
Sinonimia
- Sclarea aethiopis (L.) Mill., Gard. Dict. ed. 8: 2 (1768).
- Sclarea lanata Moench, Methodus: 374 (1794).
- Salvia lanata Stokes, Bot. Mat. Med.: 52 (1812), nom. illeg.
- Salvia kochiana Kunze, Index Seminum (LZ) 1847: 4 (1847).
- Salvia leuconeura Boiss., Diagn. Pl. Orient., II, 4: 20 (1859).
- Aethiopis vera Fourr., Ann. Soc. Linn. Lyon, n.s., 17: 134 (1869).
- Salvia idanensis Gand., Fl. Lyon.: 171 (1875).[4][5]

## Nombres comunes
- Etiopide, etiópide, etiópsido, gordolobo de Guinea, oropesa, oroval, salvia etíope, vellosa.[6]